# Leszek Szarejko
Leszek Szarejko (ur. 30 marca 1972 w Augustowie) – polski saneczkarz, olimpijczyk z Albertville 1992 i Lillehammer 1994.
Jako junior w roku 1991 wywalczył brązowy medal mistrzostw świata juniorów w dwójkach (partnerem był Adrian Przechewka).
Mistrz Polski (w parze z Adrianem Przechewką) w dwójkach w latach 1992, 1993.
Na igrzyskach olimpijskich startował w dwójkach (partnerem był Adrian Przechewka) w Albertville (1992) zajął 20. miejsce, a w Lillehammer 1994 zajął 16. miejsce.